# 告白記念日
「告白記念日」（こくはくきねんび）は、当時ハロー!プロジェクトに属していたメロン記念日の2ndシングル。2000年6月28日発売にされた。

## 収録曲
作詞・作曲：つんく
1. 告白記念日
  - 編曲：河野伸
2. ふわふわふー
  - 編曲：鈴木俊介
3. 告白記念日（Instrumental）

## 参加ミュージシャン
告白記念日
- プログラミング：河野伸
- ギター：稲葉政裕
- コーラス：つんく

## タイアップ
- 告白記念日
  - ネットウェイ「宅配情報サービス Tottoco」CMソング
  - テレビ東京系「アイドルをさがせ!」エンディング・テーマ